# Коимбрская группа

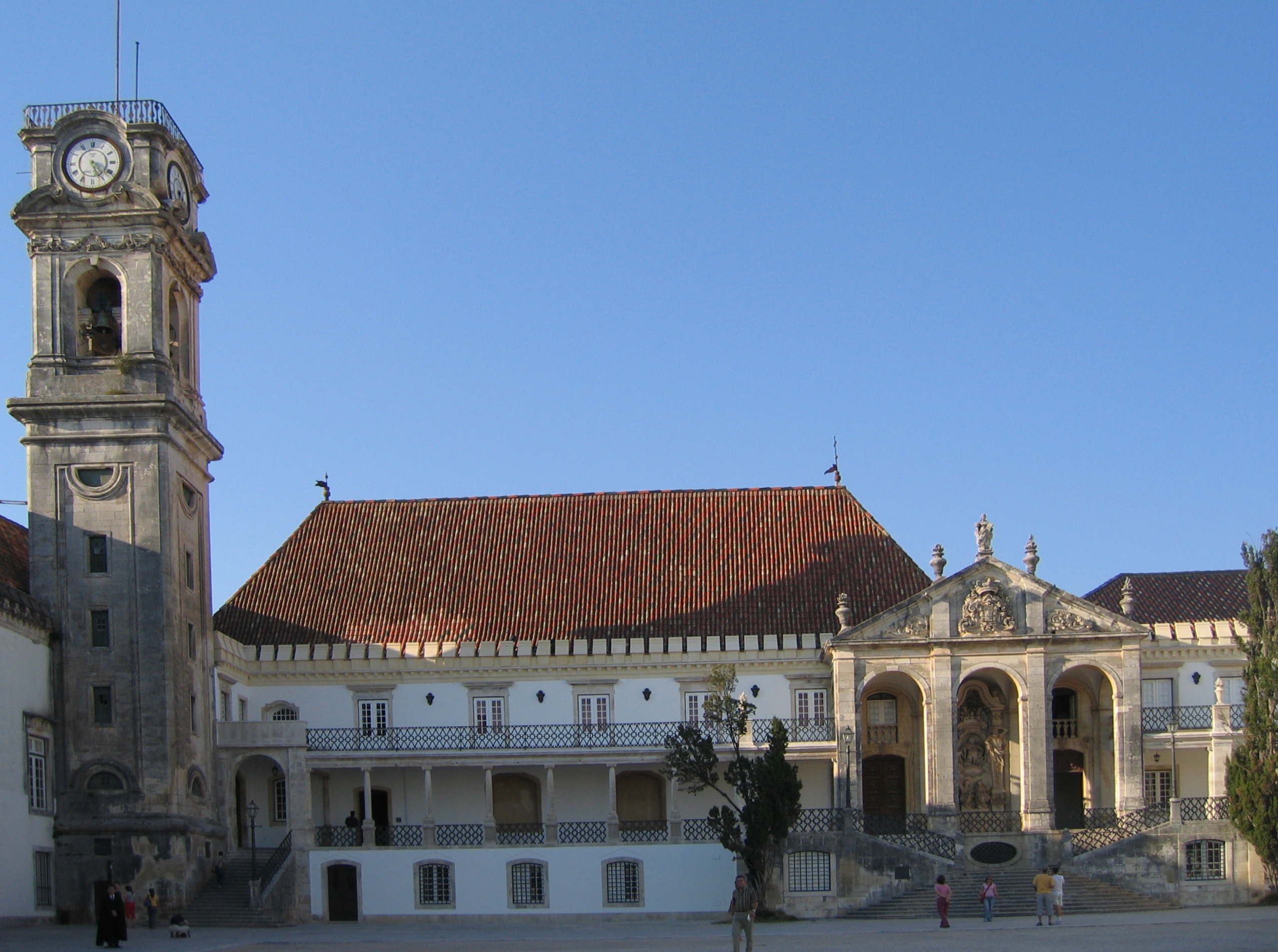
Здание Коимбрского университета

Коимбрская группа — объединение европейских университетов, созданное в 1985 году для развития связей и координации учебного процесса в русле общеевропейской образовательной политики между старейшими и наиболее значительными университетами Европы, начавшее функционировать в 1987 году. Название получило в честь Коимбрского университета в Португалии. Штаб-квартира организации находится в Брюсселе.

## Университеты — члены группы
По состоянию на 2023 год в Коимбрскую группу входят 40 университетов.
| Австрия - Грацский университет Бельгия - Лёвенский католический университет (нидерландоязычный) - Лувенский католический университет (франкоязычный) Великобритания - Бристольский университет - Даремский университет - Эдинбургский университет Венгрия - Будапештский университет Германия - Гёттингенский университет - Гейдельбергский университет - Йенский университет - Кёльнский университет - Вюрцбургский университет Дания - Орхусский университет Ирландия - Ирландский национальный университет (Голуэй) - Дублинский университет (Тринити Колледж (Дублин)) Испания - Барселонский университет - Гранадский университет - Университет Саламанки Италия - Болонский университет - Падуанский университет - Павийский университет - Сиенский университет Литва - Вильнюсский университет Нидерланды - Гронингенский университет - Лейденский университет - Утрехтский университет Норвегия - Бергенский университет Польша - Ягеллонский университет Португалия - Коимбрский университет Румыния - Ясский университет Турция - Стамбульский университет Финляндия - Академия Або (шведоязычный) - Университет Турку (финноязычный) Франция - Университет Монпелье - Университет Монпелье I - Университет Монпелье II - Университет Поля Валери — Монпелье III - Университет Пуатье Чехия - Карлов университет Швейцария - Женевский университет Швеция - Уппсальский университет Эстония - Тартуский университет |

### Бывшие члены
Россия
- Санкт-Петербургский государственный университет (2012[2]—2022[3])